# Union County, Oregon
Union County är ett administrativt område i delstaten Oregon, USA, med 25 748 invånare. Den administrativa huvudorten (county seat) är La Grande.

## Geografi
Enligt United States Census Bureau har countyt en total area på 5 280 km². 5 275 km² av den arean är land och 5 km² är vatten.

### Angränsande countyn
- Umatilla County - väst
- Wallowa County - öst
- Baker County - syd
- Grant County - sydväst

### Orter
- Cove
- La Grande (huvudort)
- Union